# Politikåret 1955

## Händelser

### Januari
- 22 januari - Einar Gerhardsen efterträder Oscar Torp som Norges statsminister.[1]
- 29 januari - Tillförordnade H.C. Hansen efterträder avlidne Hans Hedtoft som Danmarks statsminister.[2]

### Februari
- 8 februari – Sovjetunionens regeringschef Georgij Malenkov störtas och ersätts av Nikolaj Bulganin.
- 19 februari – Tillförordnade H.C. Hansen tillträder som Danmarks ordinarie statsminister.[2]
- 28 februari – Stridigheter uppstår mellan Egypten och Israel i Gazaremsan.

### Mars
- 18 mars – Imre Nagy avlägsnas från sitt uppdrag som premiärminister i Ungern.

### April
- April – Kommittén för högertrafikfolket bildas i Sverige.
- 6 april – Winston Churchill avgår av hälsoskäl som Storbritanniens premiärminister och efterträds av Anthony Eden.[3]

### Maj
- 5 maj – Västtyskland utropas till självständig stat.[4]

### Juli
- 27 juli – Österrike blir återigen fullt självständigt, efter 10 års allierad ockupation.[5]

### Oktober
- 26 oktober – Österrike förklarar sig för all framtid neutralt.

## Val och folkomröstningar
- 16 oktober - Sverige folkomröstar om högertrafik, 82,9 procent röstar nej, 15,5 procent röstar ja.

## Organisationshändelser
- 19 mars – Republikanska Klubben bildas i Sverige.
- 14 maj – Warszawapakten bildas.
- Okänt datum – Storbritannien, Hugh Gaitskell efterträder Clement Attlee som partiledare för Labour.

## Födda
- 28 januari – Nicolas Sarkozy, Frankrikes president 2007–2012.
- 22 mars – Valdis Zatlers, Lettlands president 2007–2011.

## Avlidna
- 29 januari – Hans Hedtoft, Danmarks statsminister 1947–1950 och 1953–1955.
- 9 juli – Adolfo de la Huerta, Mexikos president 1 juni–30 november 1920.
- 13 oktober – Manuel Ávila Camacho, Mexikos president 1940–1946.

### Fotnoter
1. ↑  ”Norway” (på engelska). World Statesmen. http://www.worldstatesmen.org/Norway.htm. Läst 2 augusti 2015.
2. 1 2  ”Denmark” (på engelska). World Statesmen. http://www.worldstatesmen.org/Denmark.html. Läst 2 augusti 2015.
3. ↑  ”United Kingdom” (på engelska). World Statesmen. http://www.worldstatesmen.org/United_Kingdom.html. Läst 2 augusti 2015.
4. ↑  ”Germany” (på engelska). World Statesmen. http://www.worldstatesmen.org/Germany.html. Läst 7 november 2012.
5. ↑  ”Austria” (på engelska). World Statesmen. http://www.worldstatesmen.org/Austria.html. Läst 7 november 2012.